# Esperanza Pérez Labrador

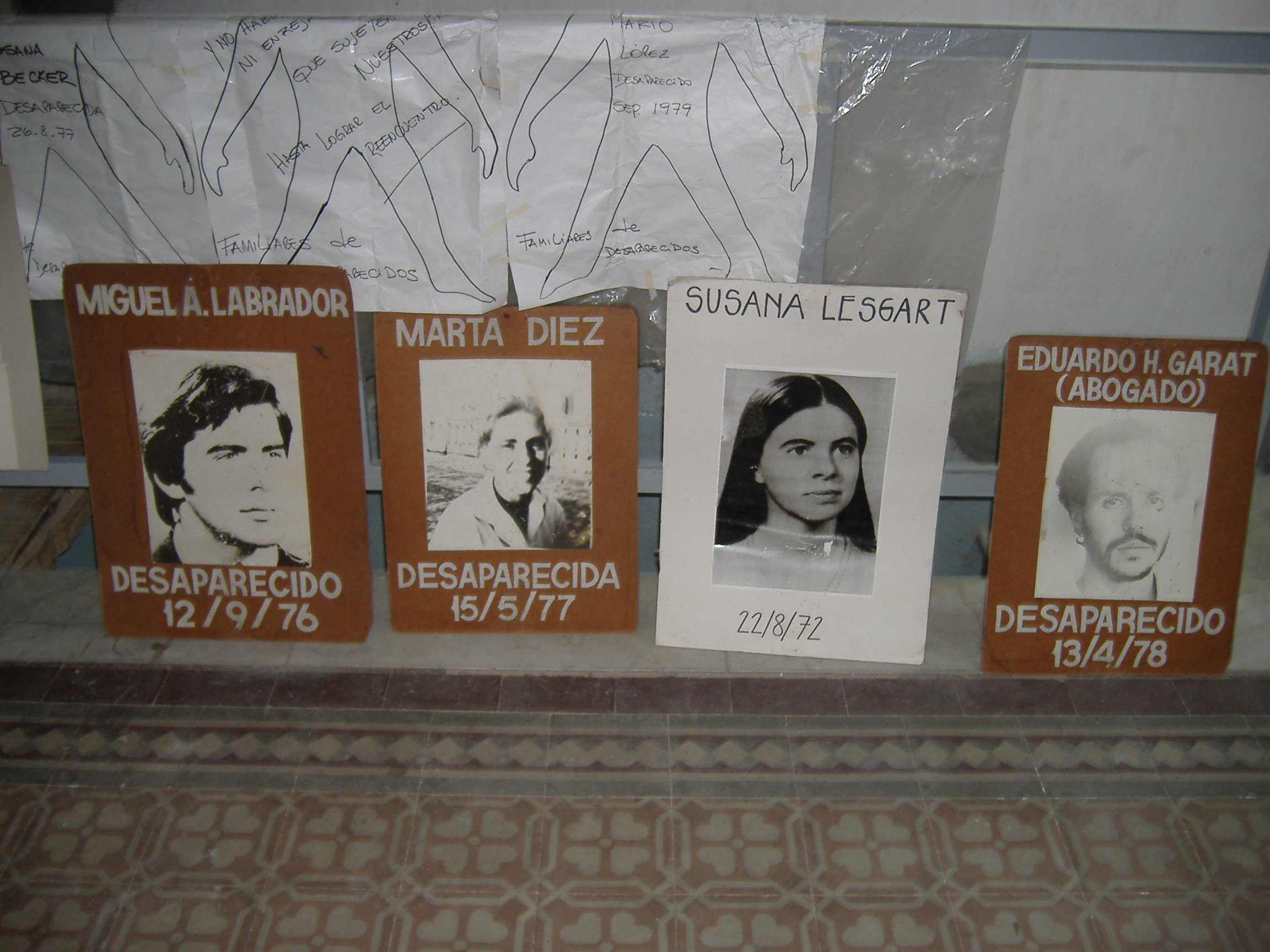
Cartell de desapareguts de Rosario, amb Miguel A. Labrador

Esperanza Catalina Pérez de Labrador (Camagüey, Cuba, 1922 - Madrid, Espanya, 13 de novembre de 2011) va ser una militant argentina pels drets humans, integrant de l'Associació Madres de Plaza de Mayo i Madres de la Plaza 25 de Mayo de Rosario amb la seva família delmada pel terrorisme d'Estat desfermat a Argentina després del cop militar de 1976. Va morir als 89 anys d'edat la nit del 13 de novembre de 2011 a l'Hospital Puerta de Hierro de Madrid, ciutat on residia.

## Vida
A la seva primera mare, Esperanza, espanyola, no va arribar a conèixer-la, ja que va morir per complicacions en el part després d'una agressió del seu marit, Manuel. La segona, Catuca, era una cubana esposa de José Mestril, l'home al qual Manuel havia aturat a la porta de l'hospital de Camagüey per regalar-la-hi perquè se'n tornava a Espanya. A la tercera, María Antonia, la va conèixer set anys després, quan Manuel, que mai s'havia interessat per ella, va tornar a Cuba per endur-se-la, deixant desolats els Mestril.
Es va casar amb Víctor Labrador, un espanyol nascut a Béjar de qui es va enamorar per cartes que li escrivia des del front de Madrid. En acabar la Guerra Civil, van decidir emigrar i, com que estava prohibit anar a Cuba, van anar a l'Argentina, desplaçant-se des de Sant Esteban de la Sierra (Salamanca) a la ciutat de Rosario (Argentina), on van desenvolupar un negoci familiar d'indústria de calçat.

## L'atac a la seva família
El dia 10 d'octubre, i en compliment de les ordres del llavors Comandant en Cap del Segon Cos de l'Exèrcit amb seu a la ciutat de Rosario, General Leopoldo Fortunato Galtieri, un grup de tasques format per 20 homes armats i encaputxats militars i funcionaris de policia, al front del qual hi havia José Rubén Lofiego «El Ciego», irrompiren al domicili i després d'informar-los que havien mort un altre del seu fills, Palmiro Labrador Pérez (de 28 anys) i la seva esposa, Edith Graciela Koatz (25 anys) -tots dos militants de Montoneros-, els colpejaren i robaren diferents estris de l'habitatge i múltiples calçats i articles de cuir de la fàbrica. Després d'aquesta violació de domicili atacaren la casa de la filla d'Esperanza, María Manuela, on torturaren Víctor Labrador, i, el seu marit, Oscar Rubén Rivero, a qui fins i tot lligaren en una cadira; després de torturar-lo, el feren signar diversos xecs per import de seixanta milions de pesos que foren cobrats. Així mateix els desvalisaren tota la casa.
Dies abans, el seu net Miguel Ángel Labrador Pérez (nascut a Rosario, de 25 anys) havia estat segrestat i continua des de llavors desaparegut. A Palmiro i Edith els van matar poc després en una simulació d'enfrontament en la qual també assassinaren Víctor Labrador.
Quan, després de diverses nits vetllant davant de l'edifici de l'Exèrcit, el general Galtieri va concedir audiència a Esperanza, els va dir que la mort del seu marit havia estat "un lamentable error" i que al seu fill i la seva nora els van matar "per montoneros". Esperanza li va contestar "Doncs visquin els montoneros si tots són com els meus fills!" i, segons el seu testimoniatge, va agafar Galtieri pel pit i el va acusar d'assassí. Labrador va aconseguir que el 1996 el jutge espanyol Baltasar Garzón obrís una causa penal contra els perpetradores del terrorisme d'Estat de la dictadura argentina entre 1976 i 1983.

## Llibre
Jesús María Santos va portar la vida d'Esperanza Pérez de Labrador a un llibre titulat Esperanza (Editorial Roca, 2011).